# 李月仙
李月仙（1940年12月—），中国晋剧演员。她是国家一级演员、国家级非物质文化遗产代表性传承人。曾任太原市戏剧家协会副主席、太原市实验晋剧院副院长等职。演出的主要剧目有《三关点帅》、《深宫情恨》、《齐王拉马》、《卧虎令》、《生死牌》等，其中《三关点帅》曾被摄制成电影。

## 早年及职业生涯
李月仙出身贫农，12岁拜师于晋剧马派创始人马兆麟学习须生表演。14岁首度出演《观阵》，一直到1959年出演《生死牌》，这是她的起步阶段。在文化大革命期间，她主演了一批现代戏，包括《琼花》、《红嫂》、《蝶恋花》，而她自己最满意《蝶恋花》里的盲老太。
1978年之后，传统古装戏恢复，她先后主演《卧虎令》、《三关点帅》、《杀驿》、《齐王拉马》、《梦断寒宫》、《王佐断臂》等剧。曾获1982年山西省中青年调演表演一等奖（《杀驿》）、1984年山西省振兴晋剧调演表演一等奖（《齐王拉马》）等。

## 表演风格
李月仙是马派承前启后的人物，吸收了阎逢春的特技、张美琴的俊雅、乔玉仙的稳重。她的台步、身段、眼神熟练自然，比如《三关点帅》中，接受穆桂英交给自己的押粮任务之后走回原地，在这一个“五锤子”的小段里调动了各种走台步的手法，以表现人物的信心。她还善于以帽翅、髯口、梢子的功夫来塑造人物。比如《杀驿》中，将髯口的左右两绺弹至纱帽两翅，后弹下在胸前绕反花，最后甩到背后，以这些动作表现了角色的果决。《卧虎令》中的帽梢功夫、《芦花河》中优美的趟马，都是表现人物性格的手段。
20世纪70年代，晋剧须生行当多为丁派（丁果仙创立），讲究圆润厚重，而李月仙音域宽广高音强劲的风格当时令人耳目一新。少年时由于练嗓过度而塌中，她坚持以持续勤奋的训练而创造了自己的风格。对于气息的控制，她能够在强弱高低中转换自如，起落变化令人回味，比如《三官点帅》中的介板“穆家含冤又饮恨”。她将这些技巧总结在《气息训练法》、《换气五法》之中。
李月仙吐字清晰，“流水”中的“紧流水”板式最为难唱，她却能演绎自如。比如《三关点帅》中杨延昭与八千岁的争吵，连续不断的甩腔，塑造出了杨的急切心情。对于人物的性格，她能够让声腔与之相匹配。比如《齐王拉马》中的唱白:“唉！倒运、倒运、真倒运，齐国出了我这拉马的君”，三个“倒运”以三种音域唱出，并加以大滑音，传递出了齐宣王的气恼心态。另外，李的润腔技法也广受称赞。